# 장흥 보림사 보조선사탑
장흥 보림사 보조선사탑(長興 寶林寺 普照禪師塔)은 전라남도 장흥군 보림사에 있는, 남북국 시대 신라의 승탑이다. 1963년 1월 21일 대한민국의 보물 제157호로 지정되었다.

## 개요
보림사에 세워져 있는 사리탑으로, 보조선사의 사리를 모셔두고 있다.
보조선사(804∼880)는 어려서 출가하여 불경을 공부하였으며, 흥덕왕 2년(827)에 승려가 지켜야 할 계율을 받았다. 희강왕 2년(837) 중국으로 건너갔으나 문성왕 2년(840)에 귀국하여 많은 승려들에게 선(禪)을 가르쳤다. 헌안왕 3년(859)에 왕의 청으로 보림사의 주지가 되었으며, 77세의 나이로 입적하였다. 왕은 그의 시호를 ‘보조선사’라 하고, 탑 이름을 ‘창성’이라 내리었다.
탑은 바닥돌부터 지붕돌까지 모두 8각으로, 통일신라 탑의 일반적인 모습이다. 탑신(塔身)을 받치는 기단(基壇)의 아래받침돌에는 구름무늬를 매우 입체적으로 조각하였고, 가운데받침돌은 아래위로 띠를 두른 약간 배가 부른 모습이다. 8개의 큰 연꽃조각 위에 놓여진 탑신의 몸돌은 앞·뒷면에 문짝 모양을, 그 양 옆에는 사천왕상(四天王像)을 새겼다. 두터워 보이는 지붕돌은 밑면에 서까래를 표현해 놓았고, 윗면에는 기왓골이 깊게 파여져 있다. 꼭대기에는 머리장식으로 완전한 모양은 아니지만 복발(覆鉢:엎어놓은 그릇모양의 장식), 보륜(寶輪:바퀴모양의 장식), 보주(寶珠:연꽃봉오리모양의 장식) 등이 차례로 놓여 있다.
탑신의 몸돌이 지붕돌에 비해 지나치게 커 보이고, 지붕돌의 질감이 달라서 전체적으로 부자연스럽다. 일제시대 때 사리구를 도둑맞아 쓰러졌던 것을 복원한 바 있는데 이때 일부분이 손상되어 안타까움을 주고 있다.

## 같이 보기
- 보림사

## 참고 자료
- 장흥 보림사 보조선사탑 - 국가유산청 국가유산포털